# Santuário de São Bento da Porta Aberta
O Santuário de São Bento da Porta Aberta é um santuário católico português, localizado na freguesia de Rio Caldo, município de Terras de Bouro. Teve a sua origem em 1615, com a construção de uma pequena ermida. O atual templo é do final do século XIX. Iniciou-se a sua reconstrução em 1880 e concluiu-se em 1895. 
A designação de São Bento da Porta Aberta deve-se ao facto de a ermida ter sempre as suas portas abertas, servindo de abrigo aos viajantes.
Em 1998 foi inaugurada uma nova cripta, muito mais ampla, construída ao lado do templo, obra do arquiteto Luís Cunha.  
Em 2013 foi realizada a requalificação da capela mor ao nível do ambão, melhoramentos na iluminação e delimitação.
Recebe anualmente 2,5 milhões de peregrinos sendo o segundo maior santuário português, depois de Fátima, mesmo não apresentando uma situação geográfica favorável, nem ser beneficiado por relevantes vias de comunicação.

O santuário foi elevado a basílica menor pelo Papa Francisco a 21 de março de 2015 em comemoração dos seus 400 anos de existência.
A Irmandade de São Bento da Porta Aberta tem em preparação uma candidatura ao Inventário Nacional do Património Cultural Imaterial.
As principais datas de romagem são 21 de Março (morte de São Bento), 11 de Julho (festa do padroeira da Europa) e de 10 a 15 de Agosto (grande romaria popular).

## Culto
O santuário tem como padroeiro São Bento de Núrsia.

## Galeria

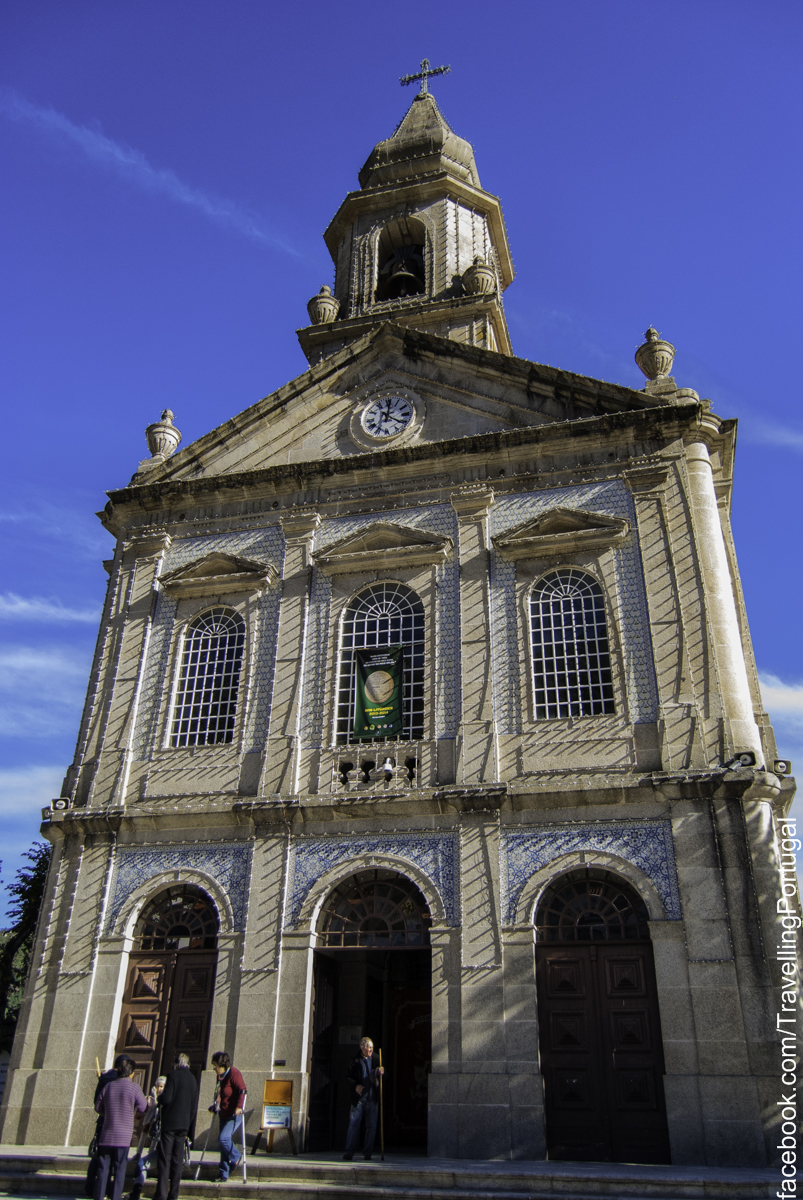
Fachada do santuário
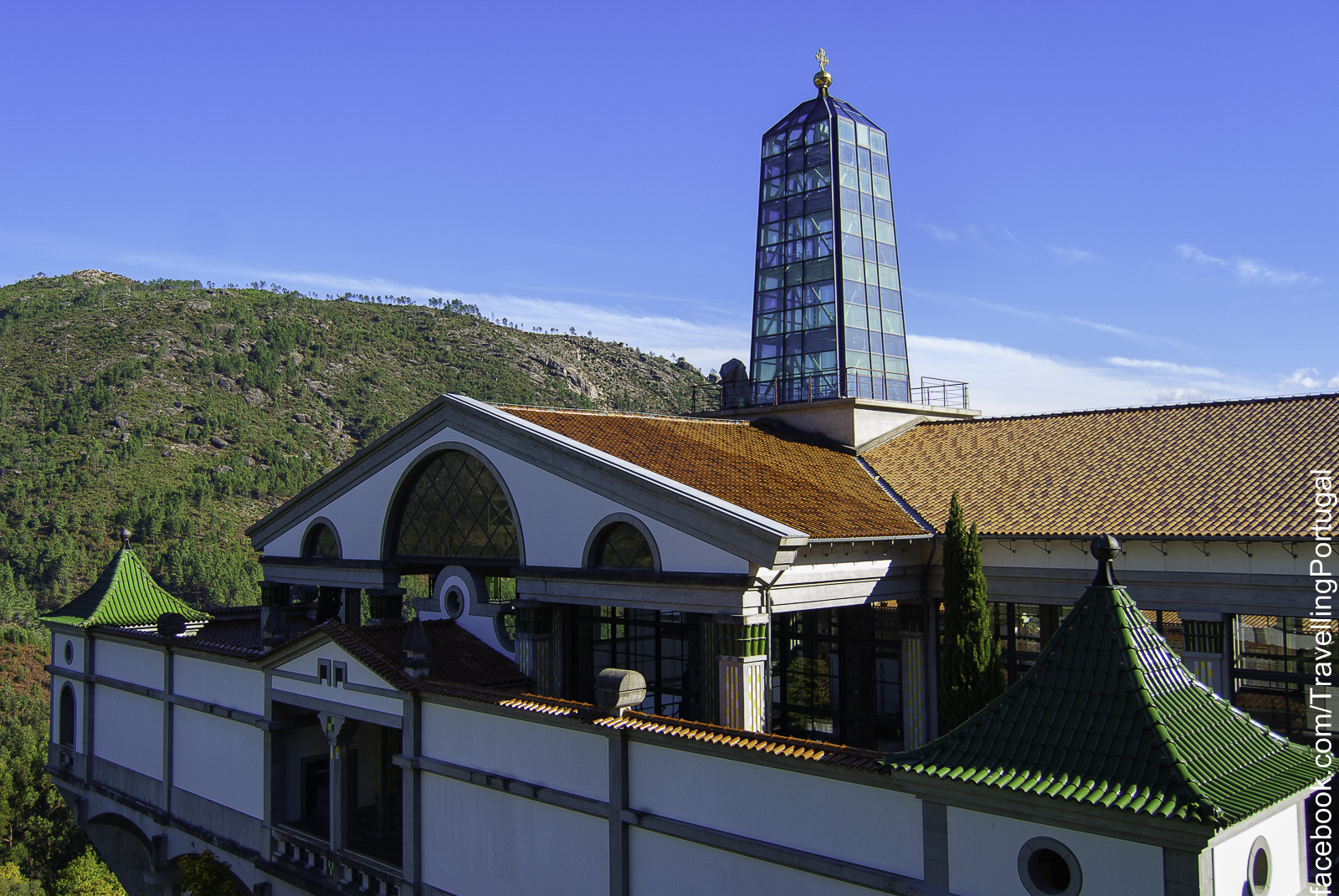
Cripta
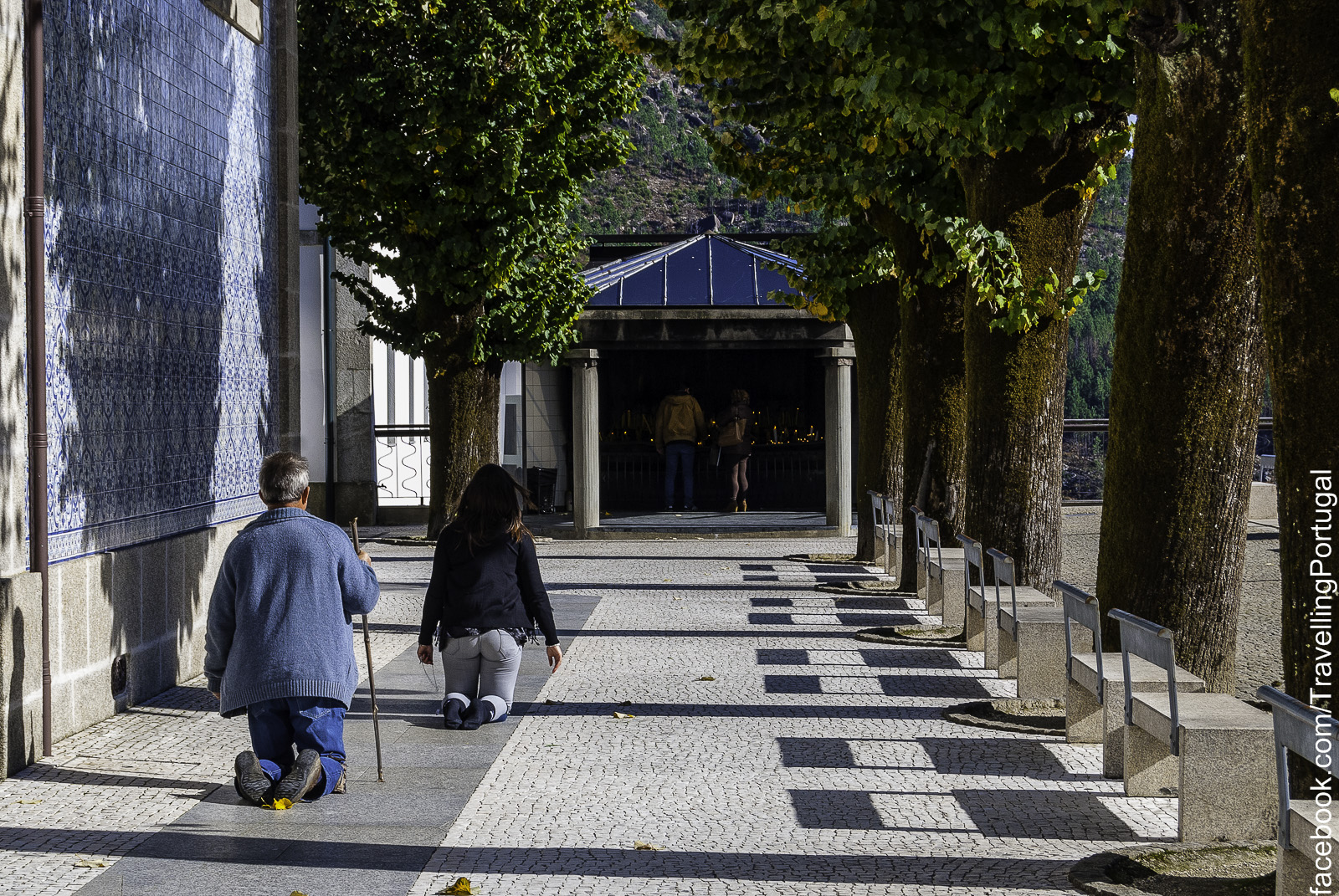
Peregrinos a cumprir promessas